# 能島裕介
能島 裕介（のじま ゆうすけ、1975年12月30日 - ）は、日本の社会起業家、地方公務員、大学教員。
兵庫県神戸市生まれ。仁川学院小学校、関西学院中学部・高等部、関西学院大学法学部卒業。
大学在学中に友人らとともに家庭教師サークル「関学学習指導会」設立。1995年1月17日に発生した阪神・淡路大震災に際して、被災した子供たちに対する学習支援活動を展開。その後、キャンプ等の野外活動などを実施。1999年には「関学学習指導会」を改組し、ブレーンヒューマニティーを設立。代表に就任。2000年にブレーンヒューマニティーが兵庫県知事より特定非営利活動法人の認証を受け、特定非営利活動法人ブレーンヒューマニティーを設立。同法人理事長に就任。2017年12月、同法人理事長を退任し、顧問に就任。2022年3月31日付で顧問を退任し、ファウンダーに就任。
現在、同法人ファウンダーのほか尼崎市こども政策監、園田学園大学学長補佐、学校法人関西学院理事、公益社団法人チャンス・フォー・チルドレン理事、関西学院大学非常勤講師（公共政策・コミュニティビジネス・社会起業）、特定非営利活動法人edge常務理事などを務める。各地でNPOに関するマネジメントや実務等の研修や講演も行っている。

## 経歴
- 1994年　関西学院大学法学部入学。友人らとともに家庭教師サークル「関学学習指導会」を設立。
- 1995年　阪神・淡路大震災で被災した子供たちを支援するため関学学習指導会においてボランティア家庭教師の派遣を実施。その後、被災した子供たちを対象とした野外活動なども展開。
- 1998年　関西学院大学を卒業し、株式会社住友銀行に入行。
- 1999年　株式会社住友銀行を退職。関学学習指導会を改組し、ブレーンヒューマニティーを設立。同代表に就任。
- 2000年　兵庫県知事より特定非営利活動法人設立の認証を受け、特定非営利活動法人ブレーンヒューマニティー設立。同法人理事長に就任。
- 2011年　貧困世帯の子供たちや東日本大震災で被災した子供たちを支援するため一般社団法人チャンス・フォー・チルドレンを設立。同法人スーパーバイザーに就任。
- 2013年　尼崎市参与に就任。
- 2017年　特定非営利活動法人ブレーンヒューマニティー理事長を退任し、顧問に就任。
- 2022年　特定非営利活動法人ブレーンヒューマニティー顧問を退任し、ファウンダーに就任。
尼崎市理事、尼崎市教育委員会教育次長に就任。
- 2023年　尼崎市理事（こども政策監）、尼崎市教育委員会参与に就任。
- 2025年　尼崎市こども政策監（非常勤特別職）に就任。
園田学園大学学長補佐、社会連携センターセンター長、経営学部准教授に就任。[5]
学校法人関西学院理事に就任。[6]